# Jean-Louis Daniel
Jean-Louis Daniel est un réalisateur français né en 1955 à Bordeaux.

## Filmographie

### Réalisateur
- 1977 : La Bourgeoise et le Loubard
- 1980 : Même les mômes ont du vague à l'âme
- 1984 : Les Fauves
- 1986 : Peau d'ange
- 1987 : Septième Ciel
- 1992 : Le Pilote du Rio Verde (téléfilm)
- 1994 : Désirs noirs : La fièvre du désir (téléfilm)
- 1994 : Commissaire Moulin (série télévisée), épisode Qu'un sang impur...
- 1995 : Alerte maximum (série télévisée)
- 1995 : Extrême Limite (feuilleton télévisé)
- 1996 : Indaba (série télévisée)
- 1997 : Désirs fatals (téléfilm)
- 2000 : Gunblast Vodka
- 2007-2012 : The Skin Territory Trilogy
- 2013 : Shanghai Belle

### Scénariste
- 1977 : La Bourgeoise et le Loubard
- 1980 : Même les mômes ont du vague à l'âme
- 1984 : Les Fauves
- 1986 : Peau d'ange
- 1987 : Septième Ciel
- 1991 : Le Pilote du Rio Verde
- 2000 : Gunblast Vodka
- 2007-2012 : The Skin Territory Trilogy
- 2013 : Shanghai Belle

### Assistant réalisateur
- 1976 : Les Lolos de Lola de Bernard Dubois